# Teatro Grande (Brescia)
Il Teatro Grande è il principale teatro di Brescia, situato a metà di corso Giuseppe Zanardelli. Fu costruito a metà del '600, subendo ricostruzioni e rimodernamenti successivi in un arco di tempo che va dalla prima metà del XVIII secolo fino a metà del XIX. Il nome "Grande" deriva dalla precedente denominazione "Il Grande" in onore di Napoleone Bonaparte.
Oltre ad essersi affermato come principale teatro cittadino, esso viene riconosciuto come monumento nazionale con atto di vincolo del 22 marzo 1912. Nel corso del Novecento acquisisce inoltre un'importanza sempre maggiore anche tra i teatri nazionali fino a che, negli anni '70, lo Stato italiano lo identifica come uno dei teatri di tradizione italiani, riconoscendo per la prima volta le funzioni culturali, sociali e formative delle attività musicali, di programmazione e/o produzione lirico sinfonica di questi teatri, comunemente caratterizzati da un forte radicamento in aree del territorio dove è significativa una tradizione artistico-culturale.
L'attività del Teatro Grande spazia dall'Opera lirica alla danza e alla concertistica di musica sia classica che moderno-contemporanea, fino ai progetti per l'infanzia e ai laboratori formativi.

## Storia
Il Teatro vero e proprio sorge sul luogo di un primo teatro pubblico, costruito intorno al 1664. Esso, a sua volta, si era sviluppato sull'area concessa, nel 1643 dalla Repubblica di Venezia all'Accademia degli Erranti che vi edificò la propria sede ad opera degli architetti Avanzo. La costruzione era inizialmente delimitata dalle mura meridionali della cittadella. L'Accademia riuniva la nobiltà cittadina in varie attività di esercizio equestre e di scherma, matematica, morale e ballo. Il palazzo era composto da una vasta sala superiore, raggiunta da un maestoso scalone, e da un portico al pian terreno.
Il porticato circondava un'area che gli accademici utilizzavano come maneggio, poi adattata a teatro con due interventi, nel 1664 e nel 1710.
Il teatro del 1664 venne rifatto nel 1735-39 dall'architetto Manfredi, con la collaborazione di Antonio Righini e Antonio Cugini, due noti scenografi ed architetti teatrali dell'ambito dei Bibbiena padre e figlio. Nel 1745 al portale seicentesco vennero aggiunte due aperture minori, che conducono ad una scalinata ed all'atrio.

## Ridotto
Nel 1760-69 venne aggiunto un ridotto, quale sala accademica degli Erranti, in stile rococò, realizzato dall'architetto Antonio Marchetti; le quadrature ad affresco sono di Francesco Battaglioli, mentre le figure spettano interamente al veneziano Francesco Zugno, contro una vecchia ipotesi che vi vedeva la mano di uno dei più brillanti artisti del rococò bresciano, Pietro Scalvini. Sulle pareti, Zugno raffigura personaggi in costume dell'epoca, dediti ad attività musicali o intenti alla conversazione, bevendo cioccolata e indossando maschere. Sul grandioso soffitto, delimitato da una balconata mistilinea di grande effetto scenografico, lo stesso Zugno - allievo di Giambattista Tiepolo - dipinge figure allegoriche celebrative delle Arti e delle Scienze che venivano coltivate in seno all'Accademia degli Erranti: al centro, il dio Apollo si protende verso il cielo mentre, sulle nubi ai suoi piedi, Brescia in veste di Minerva è circondata dall'Astronomia, dalla Storia, dalla Musica e dal Commercio.

### Affreschi del ridotto

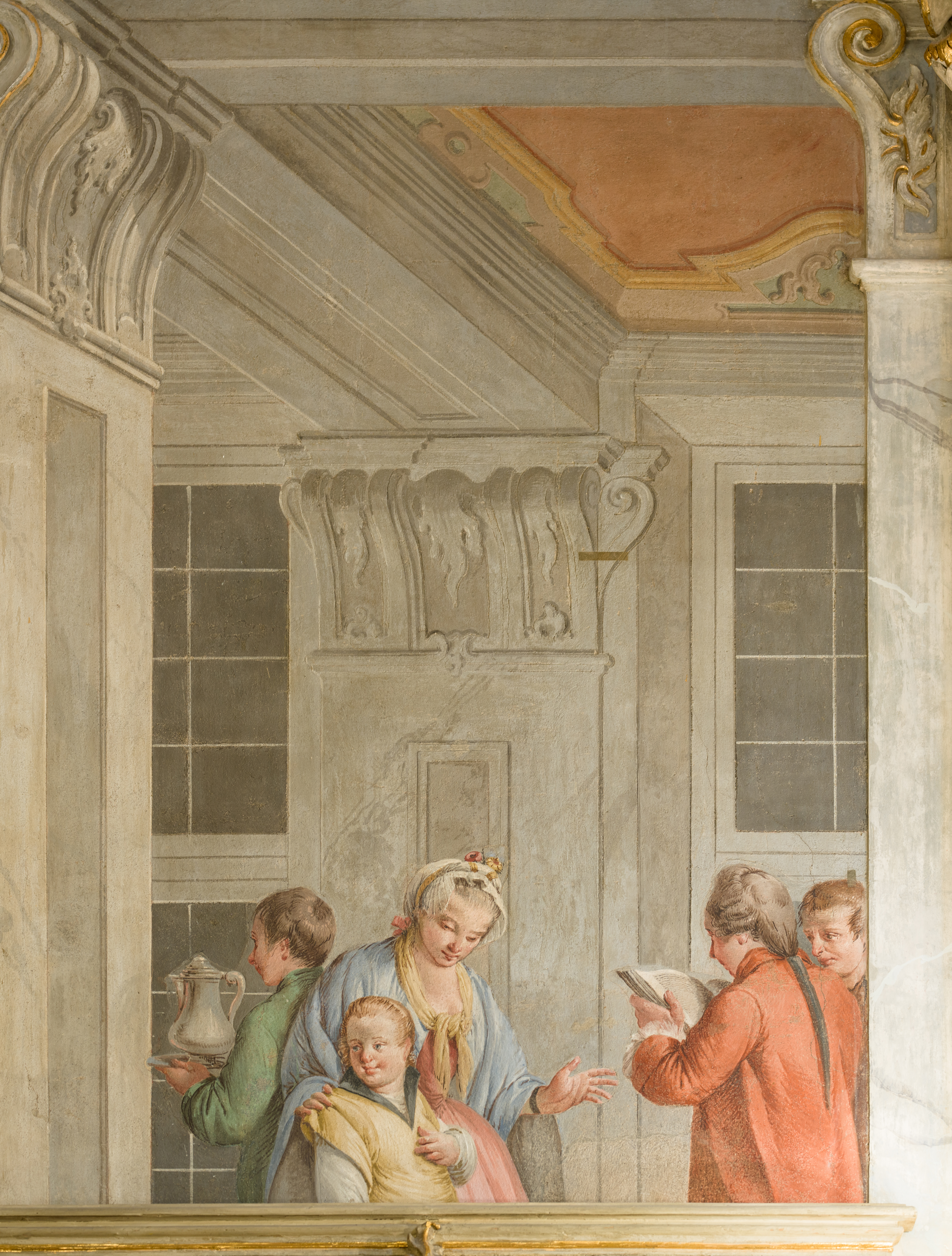
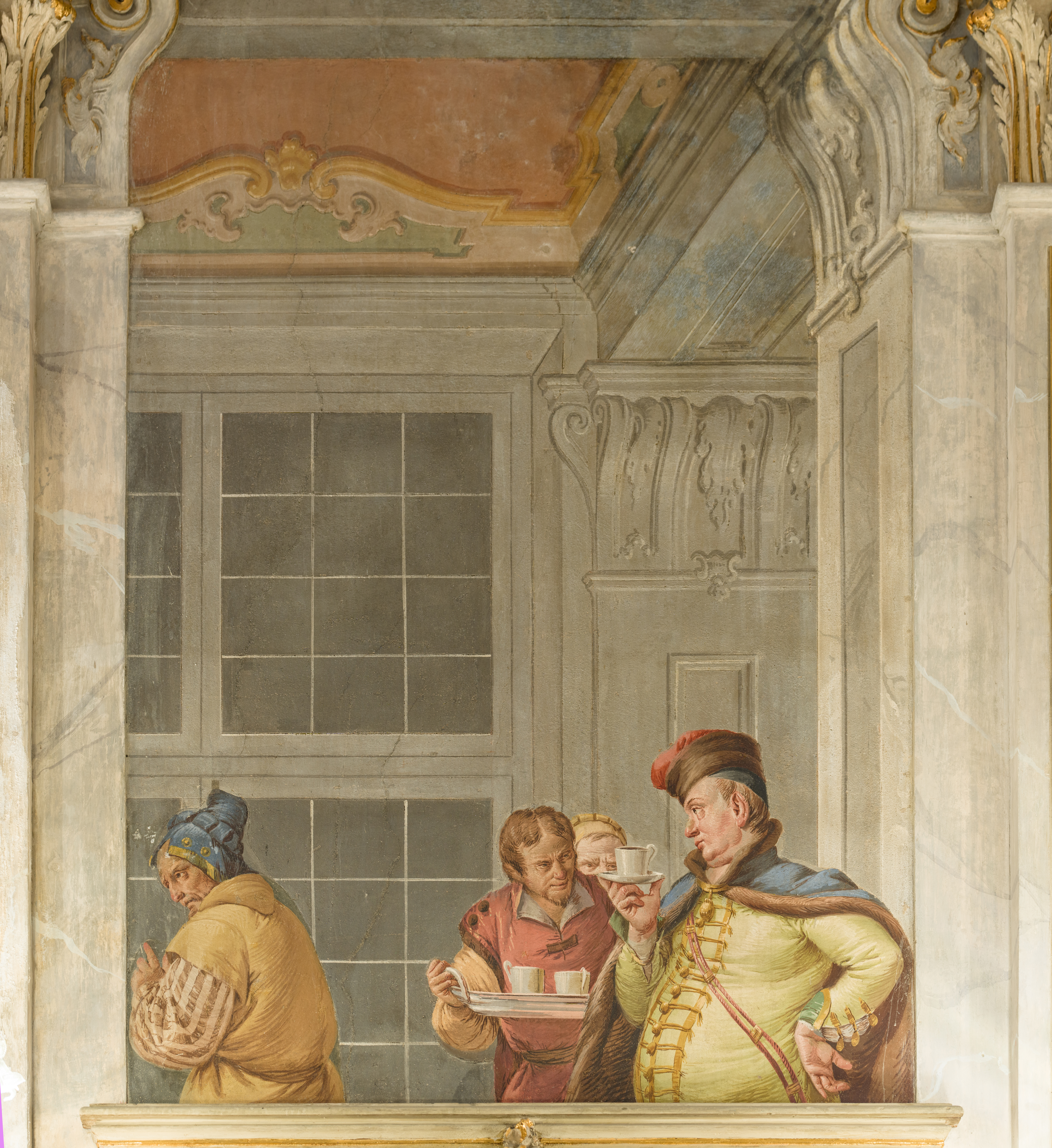

Dal ridotto si accede alla sede della ‘Reggenza’ dell'Accademia, oggi caffetteria, affrescata nel 1787 da Francesco Tellaroli, ed ancora ad una saletta decorata nel 1811 da Giuseppe Teosa, con raffigurazioni allusive al gioco d'azzardo, che vi si praticava. Quest'ultima saletta è uno degli episodi più interessanti di decorazione neoclassica della città: la tecnica del monocromo simula stucchi e sculture su un elegantissimo sfondo verde, raggiungendo esiti di virtuosismo nel fogliame del soffitto e nei due finti rilievi con putti nelle sovrapporte.
Nel 1780 venne aggiunto un nuovo porticato, realizzato dagli architetti Antonio Vigliani e Gaspare Turbini. Nel 1789, lo stesso Turbini ridisegnò la facciata conservando, della preesistente opera seicentesca, tre finestroni sul fronte verso corso Zanardelli.
La vecchia sala del 1735 venne demolita a partire dal 1806; dal 1809 l'architetto Luigi Canonica, tra i maggiori progettisti teatrali dell'epoca, ne avviò la ricostruzione secondo il consolidato schema "a ferro di cavallo", con cinque ordini di palchi; solo nel 1904, i due superiori furono trasformati in galleria e loggione. La nuova sala fu inaugurata nel 1810, con un grande spettacolo operisitico musicato per l'occasione da Simone Mayr.
La decorazione, opera di Giuseppe Teosa, rappresentava un'allegoria delle vittorie di Napoleone e lunghe teorie di putti danzanti, distrutti durante i rifacimenti della fine del secolo. Il palco reale mantiene ancora le decorazioni originarie - i motivi egizi delle sfingi e delle palmette, così care alla moda dell'epoca - e la sovrapporta raffigurante l'Allegoria della Notte, dipinta da Domenico Vantini.
Il 13 aprile 1811 avviene la prima assoluta di Il sagrifizio d'Ifigenia di Mayr.

### Affreschi di Teosa nella saletta giochi del ridotto del Teatro Grande di Brescia.

Diana Mercurio e cupido, affresco della volta.
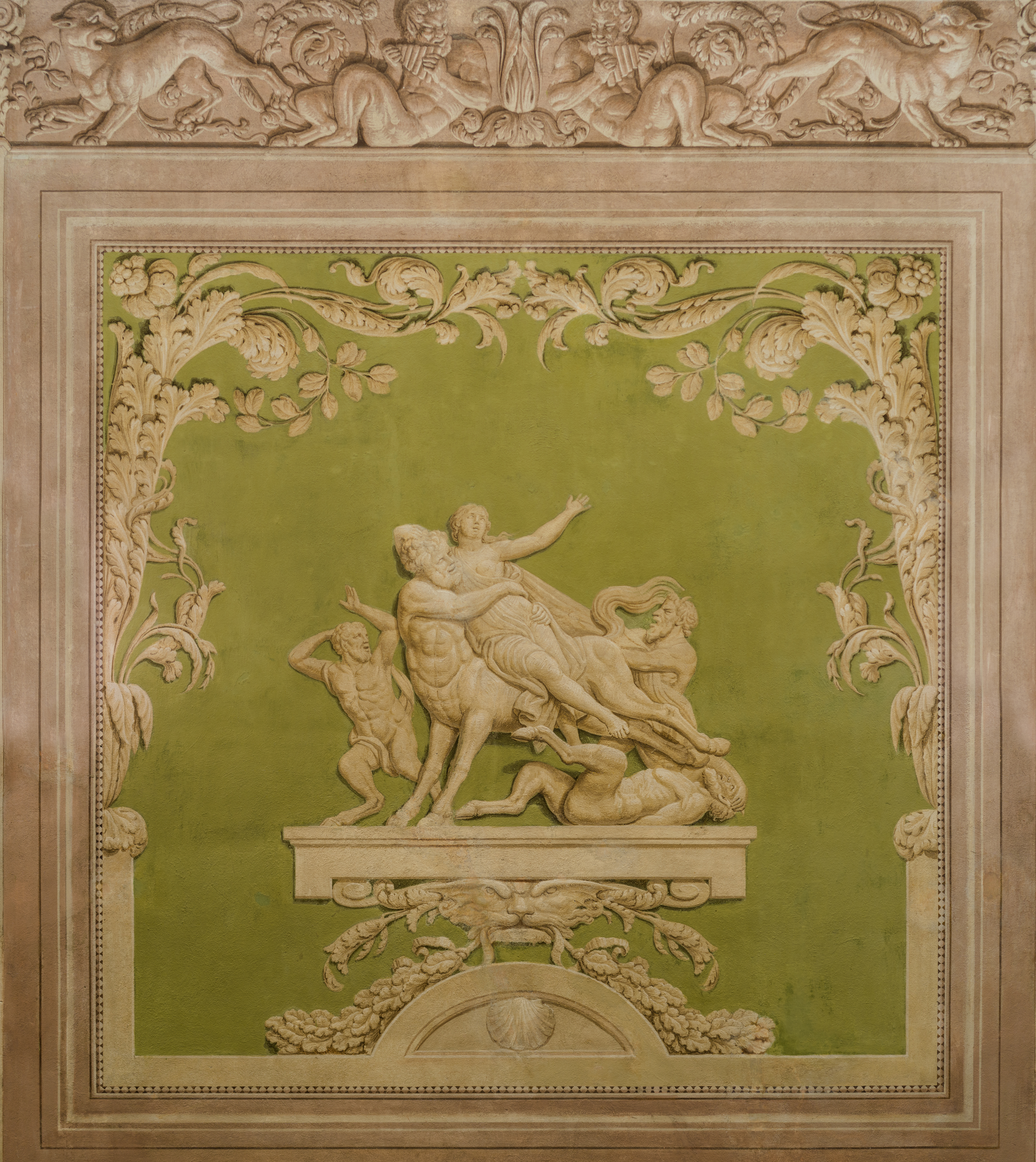
Deianira e Nesso.
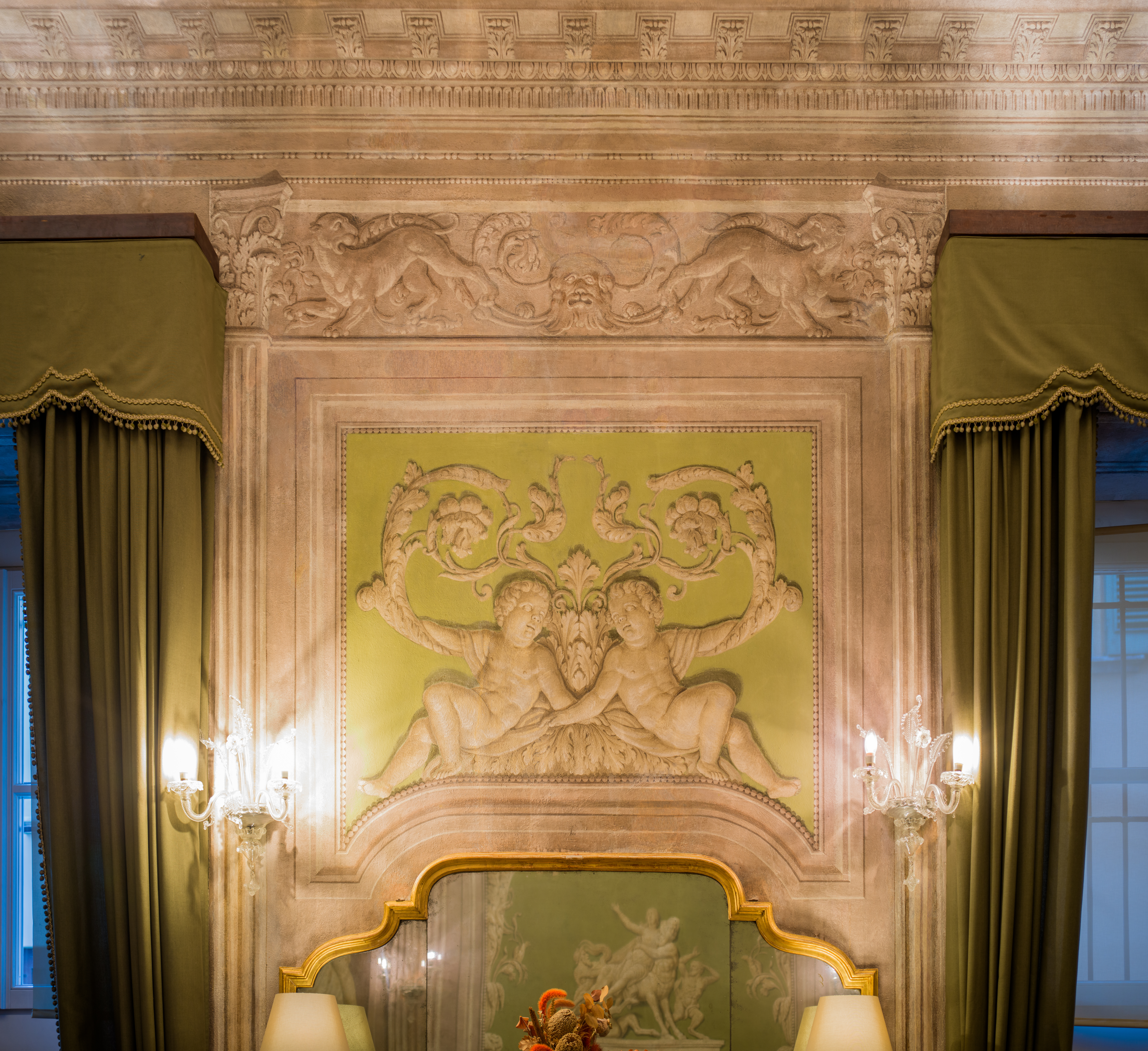
Putti.

Nel 1862 lo scenografo parmigiano Magnani disegnò una nuova decorazione della sala, con fastosi ornati neobarocchi, mentre la volta veniva affrescata dal pittore Campini. Ridisegnò la Sala delle Statue, alla sommità della scalinata che sale dall'atrio, successivamente arricchite con i busti di bronzo del commediografo bresciano Girolamo Rovetta di Leonardo Bistolfi del 1911 e di Giuseppe Verdi eseguito da Domenico Ghidoni nel 1901.
Nel 1894 il ridotto venne ritoccato dal Tagliaferri, che 'rifece l'antico', come usava all'epoca: egli aggiunse specchiere e putti in gesso ad opera di Francesco Gusneri e statue affrescate di Bortolo Schermini.
Nel 1904 avviene il successo della seconda versione di Madama Butterfly con Solomija Krušel'nyc'ka e Giovanni Zenatello diretti da Cleofonte Campanini.
Nel 1912 il teatro viene riconosciuto come monumento nazionale con atto di vincolo del 22 marzo.
Nel 1914 lo scalone d'ingresso venne decorato dal pittore bresciano Gaetano Cresseri con due grandi affreschi monocromi rappresentanti La tragedia e La commedia.
Nel 1975 avviene la prima assoluta di Siciliano di Salvatore Sciarrino e nel 1976 di Toccata e di Prima sonata di Sciarrino.
Nel 2002 venne aggiunto, alla Sala delle Statue, il terzo busto di bronzo raffigurante il pianista bresciano Arturo Benedetti Michelangeli, in occasione del settimo anniversario della morte dell'artista. Sempre in sua memoria, ogni anno in teatro ha luogo il famoso festival pianistico internazionale che da sempre richiama l'attenzione degli appassionati di tutto il mondo.

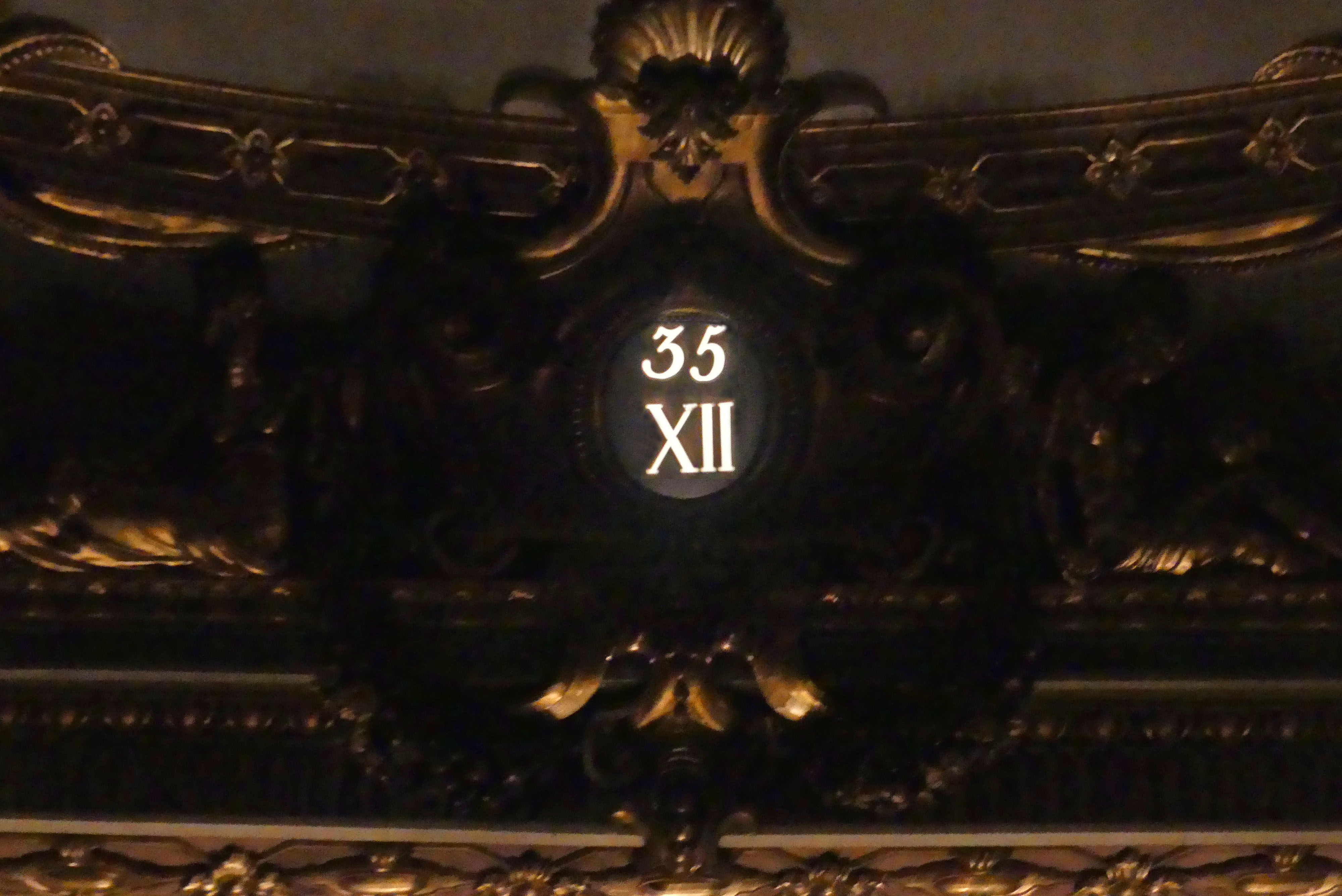
L'Orologio digitale visto dalla sala del teatro

Nel 2012 è stato rimesso in funzione l'originalissimo “Orologio Lumino”, digitale e luminoso, costruito nel 1815 dal maestro orologiaio Stefano Pezza. Era fermo da quasi vent'anni; ha quindi richiesto un accurato restauro eseguito dai tecnici dell'associazione ARASS-Brera. In questa occasione sono stati effettuati interventi di automazione, rispettosi del meccanismo originario, curati dall'ing. Claudio Bulgarini; interventi atti a garantire un regolare e sicuro funzionamento
.

## Gli aspetti proprietari e di gestione
La Società del Teatro Grande è stato di fatto l'organo amministrativo e rappresentativo del teatro fino al 2010. Istituita nel 1911 e iscritta come società semplice, era composta dai proprietari dei palchi e viene rappresentata legalmente dalla Deputazione, organo formato da cinque membri: tre eletti dall'Assemblea dei Soci e due nominati dal Comune di Brescia.
Dal 1º luglio 2010 la gestione del Teatro Grande è passata dalla Società Semplice del Teatro Grande, che tuttora mantiene la proprietà della struttura, alla Fondazione del Teatro Grande di Brescia, Fondazione di diritto privato costituita il 30 dicembre 2009 per volontà del Comune di Brescia, che ha come fine statutario quello di «contribuire alla formazione sociale e culturale dalla collettività a livello nazionale e internazionale attraverso la diffusione della cultura dello spettacolo dal vivo, delle arti musicali e teatrali in ogni loro forma.»
La Fondazione ha una compagine sociale mista pubblico/privata, che, in base alle tipologie e modalità di contributo, si divide tra Soci Fondatori Originari, Soci Fondatori, Soci Sostenitori Aderenti e Soci Sostenitori Ordinari.

## Galleria d'immagini

Ingresso ed incisione sul portale principale
Vista della facciata su Corso Zanardelli
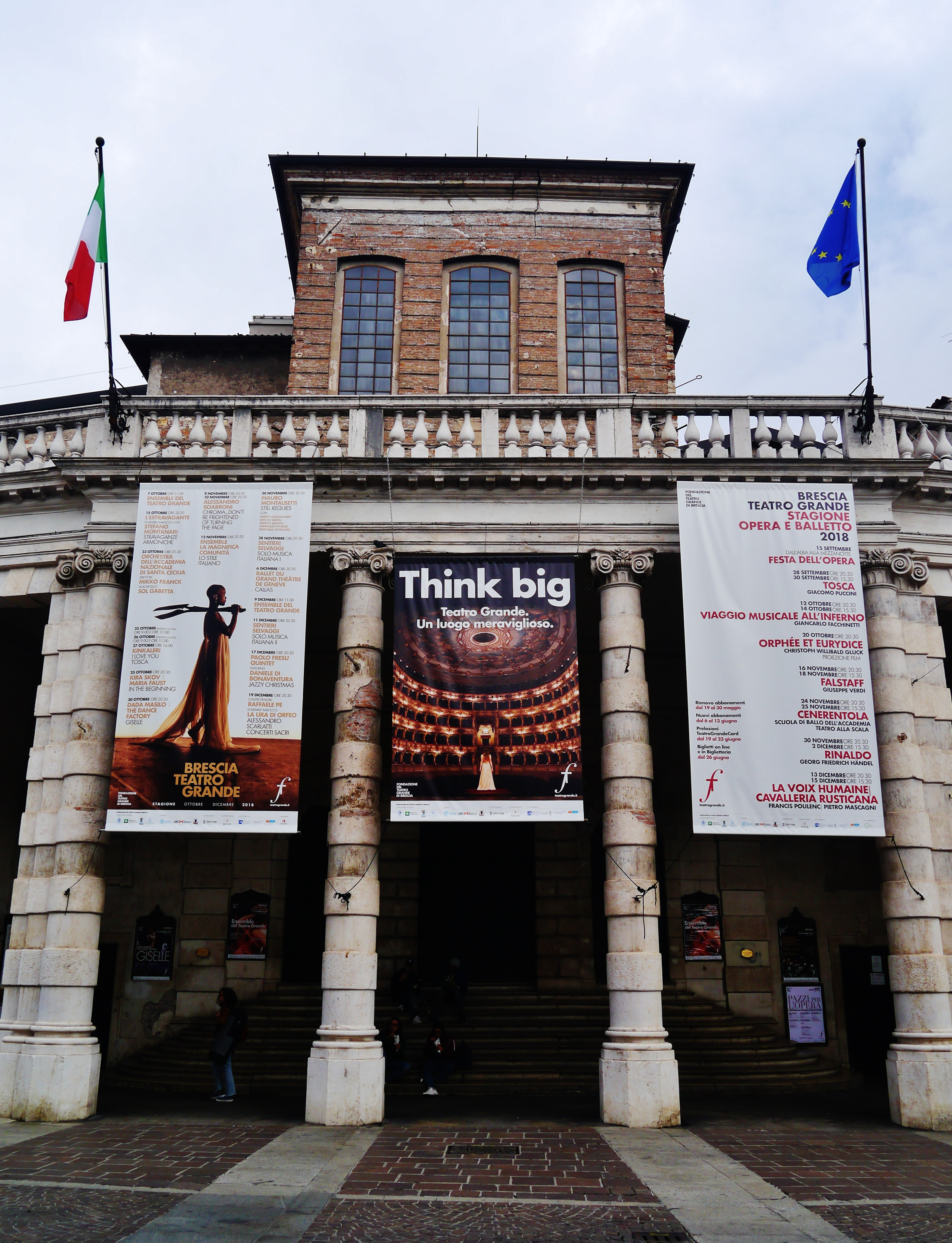
Visione d'insieme del colonnato e del portico
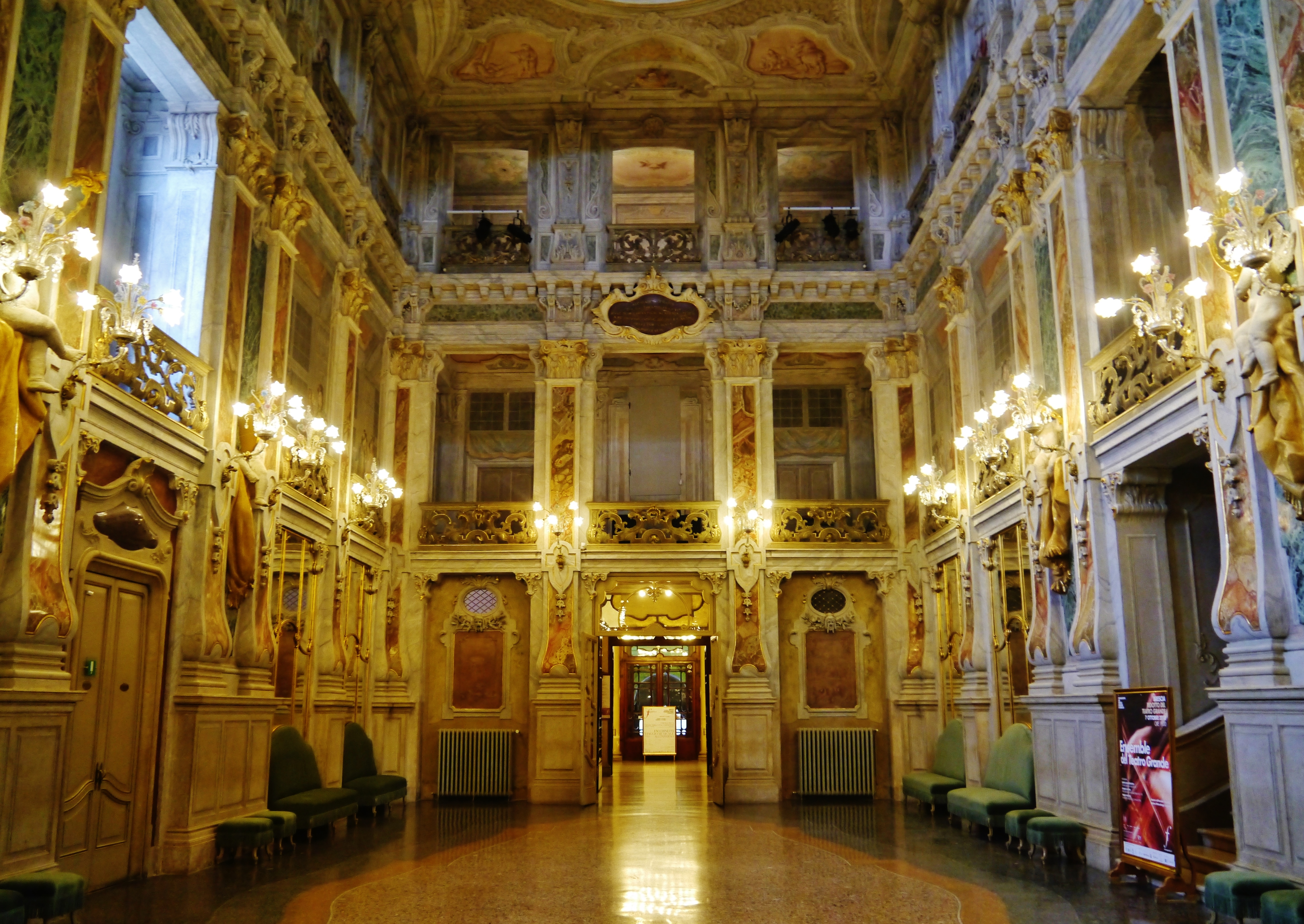
L'interno del ridotto
Soffitto del ridotto con affreschi di Francesco Zugno e Francesco Battaglioli
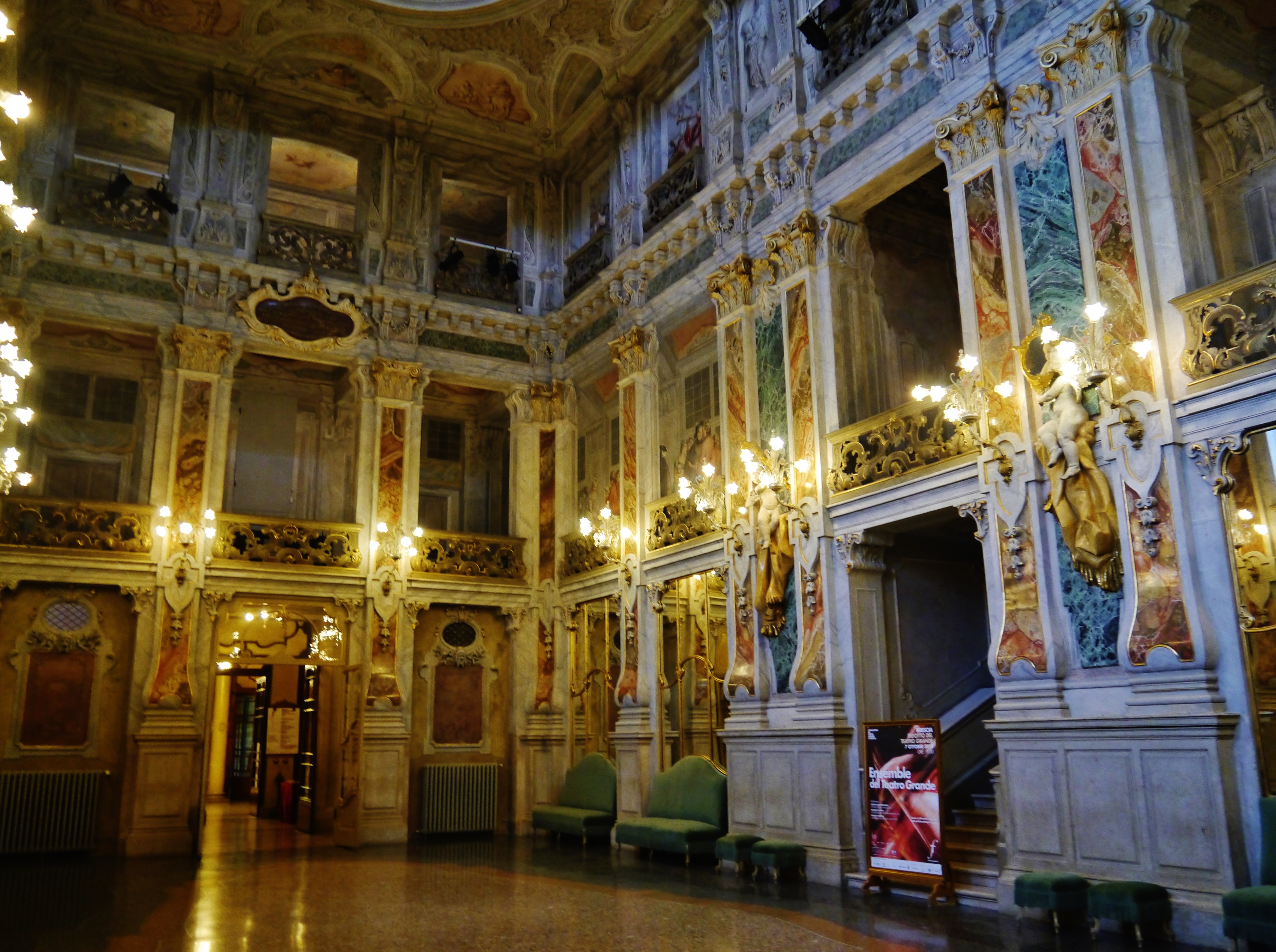
Scorcio del ridotto

## Eventi e rappresentazioni
Tra i Direttori d'orchestra più celebri dell'800 che hanno diretto al Teatro Grande di Brescia, si annovera il M°Antonino Palminteri, presente sul podio nella stagione teatrale a cavallo tra il 1893 e il 1894, portando in scena Opere quali: Otello di Giuseppe Verdi e Il Malacarne di Gaetano Coronaro. Gli esiti delle rappresentazioni furono eccellenti e apprezzatissimi, in particolare dalla Stampa che in occasione della messa in scena de Il Malacarne così si espresse: " [...] Il preludio terzo è stato deliziosamente miniato; l'opera fu concertata con vero amore e coscienza d'artista, diretta abilmente, coll'occhio di un pilota esperto e capace. Il Coronaro non può essere grato al Palminteri di così zelante appassionata operosità ".